# حسين مهربان
حسين مهربان (بالفارسية: حسین مهربان) هو مهاجم كرة قدم إيراني يلعب مع نادي شهر خودرو في دوري المحترفين الإيراني.

## روابط خارجية
- حسين مهربان على موقع الاتحاد الدولي (مؤرشف)  (الإنجليزية)
- حسين مهربان على موقع قاعدة بيانات كرة القدم.إي يو (الإنجليزية)
- حسين مهربان على موقع Soccerway.com (الإنجليزية)